# Beth (zangeres)

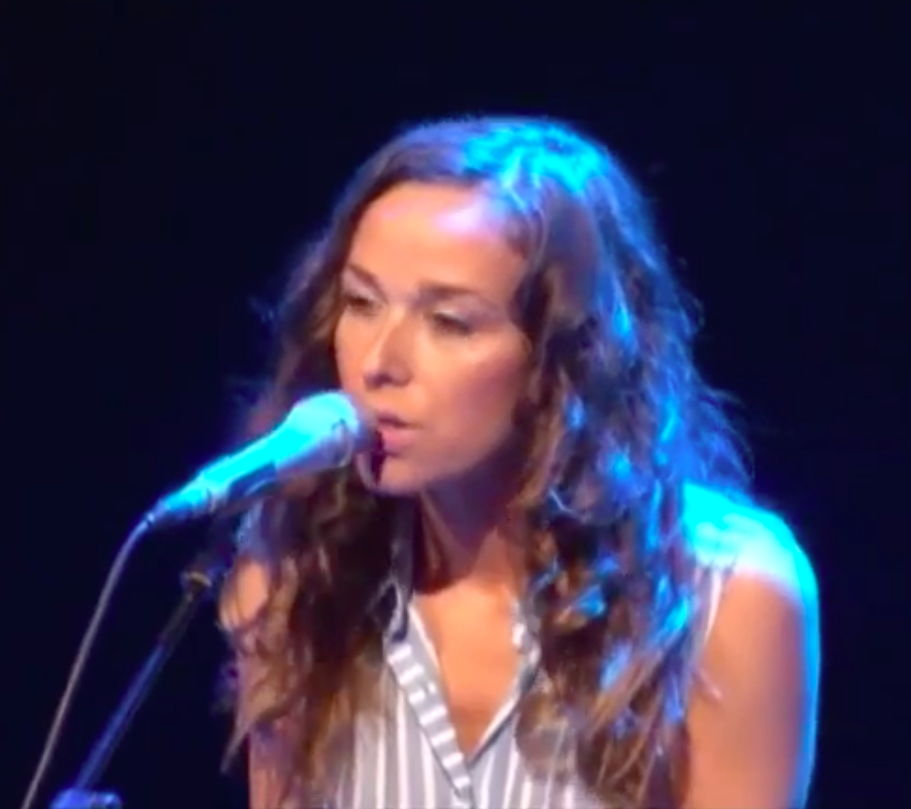
Beth

Elisabeth Rodergas Cols (Súria, 23 december 1981), beter bekend onder haar artiestennaam Beth, is een Spaans zangeres.

## Biografie
Ze werd geboren in Súria, een dorpje in de buurt van Barcelona, op 23 december 1981 en bracht daar haar kindertijd door. Haar wens de wereld te ontdekken en kennis te maken met andere culturen bracht haar naar vele verre gebieden, waaronder Afrika waar ze deelnam aan een humanitair hulpprogramma. Ook woonde ze enkele maanden in Engeland nadat ze haar studie had afgerond. Terug in Spanje woont ze opnieuw in Barcelona, waar ze haar zangcarrière combineert met een studie theaterwetenschappen.
Ze deed mee aan de Spaanse versie van Idols, Operación Triunfo, en werd door het publiek tot winnares uitgeroepen. Sindsdien nam ze in Londen haar eerste album op en nam deel aan het Eurovisiesongfestival 2003. Haar inzending "Dime", was een grote hit in de Spaanse hitparade. Uiteindelijk werd ze gedeeld achtste met IJsland met 81 punten.
1961: Conchita Bautista · 
1962: Víctor Balaguer · 
1963: José Guardiola · 
1964: Tim, Nelly & Tony · 
1965: Conchita Bautista · 
1966: Raphael · 
1967: Raphael · 
1968: Massiel · 
1969: Salomé · 
1970: Julio Iglesias · 
1971: Karina · 
1972: Jaime Morey · 
1973: Mocedades · 
1974: Peret · 
1975: Sergio & Estíbaliz · 
1976: Braulio · 
1977: Micky · 
1978: José Vélez · 
1979: Betty Missiego · 
1980: Trigo Limpio · 
1981: Bacchelli · 
1982: Lucía · 
1983: Remedios Amaya · 
1984: Bravo · 
1985: Paloma San Basilio · 
1986: Cadillac · 
1987: Patricia Kraus · 
1988: La Década · 
1989: Nina · 
1990: Azúcar Moreno · 
1991: Sergio Dalma · 
1992: Serafín Zubiri · 
1993: Eva Santamaría · 
1994: Alejandro Abad · 
1995: Anabel Conde · 
1996: Antonio Carbonell · 
1997: Marcos Llunas · 
1998: Mikel Herzog · 
1999: Lydia · 
2000: Serafín Zubiri · 
2001: David Civera · 
2002: Rosa · 
2003: Beth · 
2004: Ramón · 
2005: Son de Sol · 
2006: Las Ketchup · 
2007: D'Nash · 
2008: Rodolfo Chikilicuatre · 
2009: Soraya · 
2010: Daniel Diges · 
2011: Lucía Pérez · 
2012: Pastora Soler · 
2013: El Sueño de Morfeo · 
2014: Ruth Lorenzo · 
2015: Edurne · 
2016: Barei · 
2017: Manel Navarro · 
2018: Alfred & Amaia · 
2019: Miki · 
2021: Blas Cantó · 
2022: Chanel · 
2023: Blanca Paloma · 
2024: Nebulossa · 
2025: Melody
- Biblioteca Nacional de España: XX1545525
- Bibliothèque nationale de France: cb16993682z (data)
- Catàleg d'autoritats de noms i títols de Catalunya: 981058607818506706
- International Standard Name Identifier: 0000 0000 7825 3746
- Library of Congress Control Number: n2010034619
- MusicBrainz: 9fda77e4-8235-4f5d-a05c-3657bb550971
- Virtual International Authority File: 87274656
- WorldCat: E39PBJbRhDxybQp3J3PC4kwV4q